# Аеродром Ашхабад
Аеродром Ашхабад (IATA: ASB, ICAO: UTAA) је једини међународни аеродром у Туркменистану и налази се 10 km северно од главног града Ашхабада. Аеродром је 1994. са новим торњем за контролу лета и пистом отворио први председник Сапармурат Нијазов.
Аеродром се састоји од једног терминала који се користи и за долазне и за одлазне летове.

## Компаније и дестинације
- Армавија (Јереван)
- Луфтханза (Баку, Франкфурт)
- С7 ерлајнс (Москва-Домодедово)
- Сибир ерлајнс (Москва-Домодедово)
- Теркиш ерлајнс (Истанбул-Ататурк)
- Туркменистан ерлајнс (Абу Даби, Амрицар, Бангкок-Суварнабуми, Пекинг, Бирмингем, Делхи, Дубаи, Франкфурт, Истанбул-Ататурк, Лондон-Хитроу, Москва-Домодедово, Туркменбаши, Туркменабат)
- Узбекистан ервејз (Ташкент)